# Emmanuelle Bataille
Pour les articles homonymes, voir Bataille (homonymie).
Emmanuelle Bataille est une actrice française de cinéma, de télévision et de théâtre.

## Biographie
Née le 20 avril 1961 à Boulogne-Billancourt. 
Elle commence sa carrière au cinéma auprès de Bertrand Tavernier, et joue pour différents réalisateurs tels que Claude Chabrol, Patrice Leconte ou Coline Serreau. Elle apparaît dans plusieurs séries télévisées dans les années 1990. Elle mène en parallèle une carrière au théâtre, et écrit sa première pièce Fille de ... en 2009, pour laquelle elle choisit une héroïne « hors normes », pièce mise en scène par Régis Santon.

## Filmographie

### Cinéma
- 1990 : Daddy nostalgie de Bertrand Tavernier : Juliette
- 1992 : L.627 de Bertrand Tavernier
- 1992 : Betty de Claude Chabrol
- 1994 : La Fille de d'Artagnan de Bertrand Tavernier : sœur Félicité
- 1996 : La Belle Verte de Coline Serreau
- 2001 : Félix et Lola de Patrice Leconte
- 2002 : Laissez-passer de Bertrand Tavernier
- 2004 : Les Textiles de Franck Landron : Corinne

### Télévision
- 1985-1988 : RécréA2  comédienne et animatrice
- 1989 : Lundi noir  de J-F.Delassus
- 1992 : Les Années FM (série télévisée)
- 1992 : Julie Lescaut de Stéphane Kurc
- 1998-2003 : La Kiné (série télévisée) : Mathilde rôle récurrent de D. Vigne/A.Chandelle/A.Isserman
- 1999 : Parents à mi-temps : Chassés-croisés téléfilm réalisé par Caroline Huppert
- 2001 : L'impasse du cachalot de E. Rappeneau
- 2001 : Roger et Fred de J.Bunuel
- 2003 : PJ de G. Vergez
- 2004 : Docteur Dassin de S.Kurc
- 2004 : Désiré Landru de P.Boutron
- 2005 : Granny Boom de C.Leherissey
- 2005 : Zodiaque II de C.M.Rome
- 2005 : Mes deux maris (téléfilm) : Madame Bertoux de H.Helman
- 2007 : Voici venir l'orage de Nina  Campaneez

## Théâtre
- 1984 : Tartuffe de J. Lepoulain
- 1985 : Mesdames de montenfriche de J. Lepoulain
- 1986 : L'Ecole des femmes de J.Sereys (de la Comédie française)
- 1989 : L'Ecole des cocottes de Y.Pignot
- 1990 : Et moi... et moi! de Jean-Luc Moreau
- 1994 : La dernière Agrafe de J-P. Lebrun
- 1995 : Viens chez moi, j'habite chez une copine de Jean-Luc Moreau
- 1998 : Les Poubelles Boys et l'École des maris de Benno Besson
- 2009 : Fille de ..., mise en scène de Régis Santon[2]